# Ficus donnell-smithii
Ficus donnell-smithii är en mullbärsväxtart som beskrevs av Paul Carpenter Standley. Ficus donnell-smithii ingår i släktet fikonsläktet, och familjen mullbärsväxter. Inga underarter finns listade i Catalogue of Life.